# Sigillum S
Sigillum S ist ein experimentelles Musikprojekt aus Italien. Der Stil ist dem Post-Industrial, dabei vor allem dem Ritual Industrial zuzurechnen. 

## Bandgeschichte
Das Projekt entstand am 23. Dezember 1985 in Mailand. Gründungsmitglieder waren Eraldo Bernocchi, Paolo Bandera und Luca Di Giorgio. Die Musiker lehnen den Begriff der „Band“ komplett ab. Stattdessen versteht man sich als eine Art offenes Kollektiv, in dem jeder eingeladen ist, seine Arbeit einzubringen und sich mit verschiedenen Themen musikalisch auseinanderzusetzen. Die zwei Kernmitglieder Bernocchi und Di Giorgio arbeiteten dabei mit Musikern von Ain Soph, The Sodality, Gerstein, Iugula-Thor, Dive, Current 93, dem Bildhauer Milo Sacchi, dem Multimediakünstler PM.Koma und noch vielen anderen zusammen. Im Oktober 2009 bestand das Kollektiv aus Bernocchi, Di Giorgio, Bandera und Petulia Mattioli.
Während der ersten zehn Jahre nach Gründung tourte Sigillum S sehr ausgiebig durch Europa und Kanada. Die Auftritte wurden dabei ausgiebig von Multimediaelementen wie Videos, Dias und sonstigen Kunstwerken begleitet. Der Einsatz dieser Elemente sollte die Wirkung der Musik verstärken. Außerdem arbeiten die Mitglieder von Sigillum S selber auf dem Gebiet der visuellen Kunst und im Bereich der Literatur. Das Interesse an permanentem Austausch zwischen Kunst und Musik führte zur Gründung der Künstlergruppe Verba Corrige Productions. Nach einer relativ hohen Zahl von veröffentlichten Tonträgern in den ersten 15 Jahren nahm danach der Output spürbar ab. Nach Abstraction im Jahr 1999 erschien bis auf gelegentliche Samplerbeiträge jahrelang nichts mehr.
In den Jahren 2000 bis 2006 widmeten sich die Mitglieder eher Solokarrieren und anderen Musikprojekten, wie zum Beispiel Black Engine, Ashes, Somma, The Sodality, Helix oder Koma.
2007 erschien wieder eine Veröffentlichung namens 23/20, in der ein Rückblick auf das Werk von Sigillum S und die zahlreichen Kooperationen gegeben wurde. Es finden seither auch wieder vereinzelte Auftritte statt. Ab 2010 wurden die meisten Veröffentlichungen als Download in den gängigen Audioformaten wiederveröffentlicht.

## Stil
Die Musik von Sigillum S bestand zu Beginn aus sehr düsteren Noise-Strukturen gemischt mit verschiedenen Einflüssen aus dem Ritual. Daneben fanden Klänge aus der Ethnomusik und die flächigen Strukturen des Dark Ambient Verwendung. Typisch für Sigillum S ist der Einsatz einer Vielzahl von Instrumenten: Neben Gitarre, Bass und Keyboards sind dies auch Sampler, ethnische Musikinstrumente, Kurzwellengeneratoren oder ein Gitarrensynthesizer. In den jüngeren Veröffentlichungen wurde der Klang dann unter dem Einfluss von Techno deutlich rhythmischer, teilweise sogar tanzbar.
Inhaltlich lehnt Sigillum S jede Art von Tabu ab und setzt sich oft mit politischen, religiösen und philosophischen Aspekten und Strukturen auseinander. Der Klang soll dabei vor allem dazu dienen, die „verbotenen Bereiche des Unterbewusstseins zu entdecken“.
Bei der Gestaltung der Tonträger wurden gerne okkultistische Symbole und Zeichen verwendet. Eine andere Gestaltungsvariante sind morbide Abbildungen von Leichen, Totenschädeln etc.

## Diskografie
| Titel                                                                            | Tonträger           | Label                          | Jahr |
| -------------------------------------------------------------------------------- | ------------------- | ------------------------------ | ---- |
| Hhhard                                                                           | Kassette            | Ohne Label                     | 1986 |
| Hhhard                                                                           | 6 X Digitale Datei  | Verba Corrige                  | 2010 |
| Trance Flexure                                                                   | Kassette            | Broken Flag                    | 1986 |
| Trance Flexure                                                                   | 9 X Digitale Datei  | Verba Corrige                  | 2010 |
| Sigillum S                                                                       | Kassette            | Ohne Label                     | 1986 |
| Sigillum S                                                                       | 7 X Digitale Datei  | Verba Corrige                  | 2010 |
| Bardo Thos-Grol                                                                  | Kassette            | Ohne Label                     | 1987 |
| Bardo Thos-Grol                                                                  | CD                  | Unclean Production             | 1991 |
| Bardo Thos-Grol                                                                  | 7 X Digitale Datei  | Verba Corrige                  | 2010 |
| Live At Immaginazione 30. Mai 1987                                               | Kassette            | Ohne Label                     | 1987 |
| Live At Immaginazione 30. Mai 1987                                               | 10 X Digitale Datei | Verba Corrige                  | 2010 |
| Live At Immaginazione 14. November 1987                                          | Kassette            | Ohne Label                     | 1987 |
| Live At Immaginazione 14. November 1987                                          | 9 X Digitale Datei  | Verba Corrige                  | 2010 |
| Sigillum S / Gerstein - Of Will / The Death Of All Fanatics                      | Kassette            | Infektion Prod                 | 1987 |
| Boudoir Philosophy                                                               | LP                  | ADN                            | 1988 |
| Boudoir Philosophy                                                               | 9 X Digitale Datei  | Verba Corrige                  | 2010 |
| Live At Ear Nerve 22. Februar 1988                                               | Kassette            | Ohne Label                     | 1988 |
| Live At Ear Nerve 22. Februar 1988                                               | 10 X Digitale Datei | Verba Corrige                  | 2010 |
| Klimax Axis                                                                      | Kassette            | Misty Circles                  | 1988 |
| Klimax Axis                                                                      | LP                  | Old Europa Café, Misty Circles | 1991 |
| Klimax Axis                                                                      | 6 X Digitale Datei  | Verba Corrige                  | 2010 |
| Ain Soph / Sigillum S - Ohne Titel                                               | Kassette            | Cthulhu Records                | 1989 |
| Ain Soph / Sigillum S - Ohne Titel                                               | LP                  | Old Europa Café, Misty Circles | 1998 |
| Ohne Titel                                                                       | Kassette            | Cthulhu Records                | 1989 |
| Ohne Titel                                                                       | LP                  | Old Europa Café, Misty Circles | 1998 |
| Studs And Divinity                                                               | Kassette            | Minus Habens                   | 1989 |
| Studs And Divinity                                                               | 9 X Digitale Datei  | Verba Corrige                  | 2010 |
| Hallucinated Moisture Of Synaptic Slaughterhouse                                 | LP                  | Minus Habens                   | 1990 |
| Hallucinated Moisture Of Synaptic Slaughterhouse                                 | 23 X Digitale Datei | Verba Corrige                  | 2010 |
| Dispersion: Sliced Carrions And Pixel Handcuffs                                  | CD                  | Minus Habens                   | 1991 |
| Dispersion: Sliced Carrions And Pixel Handcuffs                                  | CD                  | Verba Corrige                  | 1995 |
| Helix Parasites                                                                  | Kassette            | Minus Habens                   | 1992 |
| Helix Parasites                                                                  | CD                  | Minus Habens                   | 1992 |
| Heteromorphonicks                                                                | CD                  | Unclean Production             | 1992 |
| Heteromorphonicks                                                                | 15 X Digitale Datei | Verba Corrige                  | 2010 |
| Cybertantrick Quantum Leaps                                                      | CD                  | Artware Production             | 1992 |
| Cybertantrick Quantum Leaps                                                      | 15 X Digitale Datei | Verba Corrige                  | 1992 |
| Bedscanner Philosophy: An Updated Boudoir Mode                                   | CD                  | Minus Habens                   | 1992 |
| Bedscanner Philosophy: An Updated Boudoir Mode                                   | 9 X Digitale Datei  | Verba Corrige                  | 2010 |
| Malattia: Hallucinated Moisture Of Synaptic Slaughterhouse / Mutilated Terrorism | CD                  | Verba Corrige                  | 1994 |
| Live Assault                                                                     | CD                  | Verba Corrige                  | 1994 |
| Private 8788                                                                     | CDR                 | Blade Records                  | 1999 |
| Private 8788                                                                     | 9 X Digitale Datei  | Verba Corrige                  | 2010 |
| Abstraction                                                                      | CD                  | Daft Records                   | 1999 |
| 23/20                                                                            | 2 X LP, CD          | Verba Corrige                  | 2007 |
| 23/20                                                                            | 23 X Digitale Datei | Verba Corrige                  | 2010 |
| Wroclaw 071111                                                                   | CD                  | Verba Corrige                  | 2010 |